# 亨克斯群島
67°48′S 68°56′W / 67.800°S 68.933°W
亨克斯群島（Henkes Islands），是南極洲的群島，位於阿德萊德島南端附近，處於阿維安島西南面2公里，由讓-巴蒂斯特·夏古率領的法國探險隊發現，現時由南極條約體系管理。